# I sette messaggeri
I sette messaggeri è la prima raccolta di racconti di Dino Buzzati, pubblicata nel 1942. Parte di questi racconti sono stati poi raccolti in Sessanta racconti e ne La boutique del mistero.

## Racconti
La pubblicazione dei primi due romanzi giovanili di Buzzati, Bàrnabo delle montagne e Il segreto del Bosco Vecchio, non avevano riscosso grande successo ma, grazie alla fama ottenuta con Il deserto dei Tartari nel 1940, I sette messaggeri riscosse subito un gran successo di pubblico e di critica.
In questa raccolta, che prende il nome dal racconto omonimo, compaiono alcuni racconti fondamentali di Buzzati tra cui L'uccisione del drago, opera centrale nella poetica dell'autore, una delle poche a essere collocata temporalmente nel 1902, anno inteso da Buzzati come spartiacque tra l'era moderna e il passato mitologico. La raccolta contiene inoltre Sette piani, forse il racconto più famoso di Buzzati.

### I sette messaggeri
Il racconto che dà il titolo alla raccolta è stato pubblicato per la prima volta il 1º giugno del 1939 sul numero 6 anno XXXIX della rivista La Lettura, supplemento letterario del Corriere della Sera, successivamente incluso nelle raccolte I sette messaggeri del 1942, Sessanta racconti del 1958 e La boutique del mistero del 1968.
Trama
In un regno immaginario, il figlio del re decide di raggiungere il confine del regno, portando con sé sette messaggeri per mantenersi in contatto con la sua città natale. A causa della distanza crescente, i messaggeri impiegano sempre più tempo per raggiungere la città e tornare con lettere e notizie, tanto che, quando queste raggiungono il principe, otto anni dalla sua partenza, sono ormai sgualcite e passate. Il confine del regno sembra irraggiungibile e il principe, quando la distanza è ormai tale da non consentirgli di ricevere più una risposta da vivo, decide di mandare l'ultimo messaggero verso casa e gli altri davanti a sé, preso dal desiderio di conoscere in anticipo ciò che gli si prospetterà davanti piuttosto che ricevere notizie da casa, luogo che oramai gli è estraneo.

### L'assalto al grande convoglio
Il racconto è stato pubblicato per la prima volta il 29 febbraio del 1936, firmato dall'autore come "Dino Buzzati Traverso", sul numero 1-2 anno XVII del periodico Il Convegno. Successivamente l'opera è stata inclusa nelle raccolte I sette messaggeri, Sessanta racconti e La boutique del mistero.
Trama
Gaspare Planetta, il temuto capo di una banda di briganti viene arrestato. Quando tre anni dopo esce di prigione, a quarantotto anni, è stanco e ammalato: è invecchiato tanto da non essere riconosciuto dai suoi ex compagni quando ritorna al covo sulle montagne. Il suo posto è stato preso da Andrea che lo tratta con sprezzanza anche quando capisce chi ha davanti. Gaspare capisce che non è più il benvenuto e si allontana dal gruppo ritirandosi a vivere in solitudine sul Monte Fumo. Un giorno al suo rifugio sulle montagne arriva un giovane, Pietro, che chiede notizie dei briganti con i quali vuole unirsi, in cerca d'avventura. Gaspare si presenta come se fosse ancora il capo della banda e lo prende a vivere con sé, con la promessa di accoglierlo nella banda e farlo partecipare a un grosso colpo non appena possibile. Passa il tempo e la promessa non viene mantenuta: ogni giorno, con varie scuse, Gaspare rinvia il progetto del giovane fino a quando Pietro non capisce che l'anziano uomo non ha più nulla a che vedere con il temuto capo brigante noto alle cronache. Gaspare, in un moto di orgoglio, afferma che la mattina dopo avrebbe attaccato il "grande convoglio" che tutti gli anni nello stesso giorno, trasportando i proventi delle tasse, transitava per la valle scortato da ingenti truppe. Pietro non crede alle intenzioni del vecchio fino a quando, la mattina dopo, non lo trova appostato nella macchia in attesa del convoglio. Gaspare tenta di allontanare il giovane, certo dell'insuccesso del suo piano ma il ragazzo gli rimane vicino. Entrambi vengono immediatamente colpiti da due guardie di scorta al convoglio. Prima di morire i due vengono raggiunti dai fantasmi di famosi briganti morti che silenziosi li accolgono nel loro gruppo. Pietro si unisce a loro cavalcando l'unico cavallo disponibile, anch'esso un fantasma. I gendarmi, stupiti, assistono alla scena e tributano un saluto di rispetto a Gaspare che, fischiettando, si allontana a piedi.

### Sette piani
Il racconto è stato pubblicato per la prima volta il 1º marzo del 1937 sul numero 3 anno XXXVII della rivista La Lettura con il titolo I sette piani, quindi parzialmente revisionato e raccolto nell'antologia I sette messaggeri. Successivamente viene incluso nella raccolta Sessanta racconti, con una riscrittura maggiormente fedele alla prima edizione de La Lettura e ne La boutique del mistero.
Trama
L'avvocato Giuseppe Corte si reca in ospedale per risolvere un piccolo fastidio di cui è affetto. Viene sistemato al settimo ed ultimo piano della struttura, quello in cui vengono curati i casi meno gravi, mentre ai piani più bassi vengono in progressione trattati gli ammalati più gravi. Le cure non sembrano avere effetto mentre una serie di inconvenienti fanno sì che debba essere man mano trasferito ai piani inferiori. I medici tentano di tranquillizzarlo sul fatto che gli spostamenti non dipendano da un peggioramento della sua salute ma solo da cause contingenti; l'uomo dal canto suo, impotente, tenta di convincere i medici a riportarlo ai piani superiori, senza risultato. Alfine, l'ultimo spostamento lo porta al primo piano e qui Giuseppe vedrà chiudersi le persiane delle finestre della sua stanza e con esse tramontare le speranze di guarigione.

### Ombra del sud
Il racconto è stato pubblicato per la prima volta il 2 luglio del 1939 sul quotidiano il Corriere della Sera con il titolo Messaggero del Sud, successivamente ripubblicato nelle antologie I sette messaggeri e Sessanta racconti. Nella prima edizione del racconto una breve introduzione colloca le vicende in Etiopia, ad Harar, quindi fa parte delle opere di Buzzati ideate durante il suo soggiorno in Africa, durante il quale era corrispondente per "il Corriere". Il tema trattato ricorda molto da vicino il racconto di Edgar Allan Poe L'uomo della folla (The Man of the Crowd, 1840).
Trama
Il narratore, durante una crociera in Africa, a Porto Said vede un uomo coperto da una palandrana bianca camminare con andatura caracollante. Allontanatosi a bordo di un'auto, lo incontra nuovamente e inaspettatamente a chilometri di distanza: l'uomo si dilegua presto tra i vicoli. Un nuovo incontro avviene a Massaua: nonostante lo additi ai suoi accompagnatori, nessuno lo vede. Inizialmente gli incontri inquietano il narratore ma ben presto, nel prosieguo del viaggio, si scopre impaziente e speranzoso di rincontrare quella figura sfuggevole attribuendogli la funzione di accompagnatore verso misteriose e grandi avventure.

### Eppure battono alla porta
Il racconto è stato pubblicato per la prima volta nel settembre del 1937 sul numero 9 anno XL della rivista La Lettura e successivamente pubblicato nelle raccolte I sette messaggeri, Sessanta racconti e La boutique del mistero.
Al racconto si liberamente ispirato il regista Antonio Margheriti per il suo film horror-erotico del 1969 Contronatura (Schreie in der Nacht).
Trama
In una notte di pioggia, Maria Gron torna a casa, dove l'aspettano la famiglia e il dottor Martora, medico e vecchio amico di famiglia. La figlia Giorgina le racconta di aver visto due contadini portar via due cani di pietra che erano sempre stati nel parco della famiglia. Mentre i presenti discutono di ciò, arriva il giovane Massigher, che la signora Gron non ha in simpatia, il quale cerca di avvisare la famiglia di un pericolo legato all'ingrossamento del fiume, dovuto alla pioggia torrenziale, ma la signora Gron non vuol sentir parlare del fiume e continua a cambiare discorso. Mentre la famiglia e gli ospiti giocano a carte, si sentono dei rumori che sembrano provenire dalle fondamenta della casa, ma Maria Gron li attribuisce al temporale. Il fattore Antonio si presenta alla porta, preoccupato dall'avvicinarsi dell'acqua, che intanto ha invaso la zona fino ad allagarla, ma la famiglia ignora il suo avvertimento.
Infine l'acqua giunge fino alla casa ed entra da una finestra aperta, ma Maria rifiuta di lasciare la casa con tutti i suoi averi e tutti restano in attesa di quello che accadrà molto ansiosi. All'improvviso qualcuno bussa alla porta.

### Eleganza militare
Il racconto evidenzia i valori eroici che si esprimono non solo nei gesti eclatanti ma anche e soprattutto nel percorso di mutazione interiore.
Trama
Il reggimento coloniale è in marcia da diciassette giorni. Alla partenza i soldati e i loro comandanti sono equipaggiati con armi e divise nuove di zecca ma il loro comportamento poco marziale stona con l'eleganza delle attrezzature. Man mano che le truppe avanzano tra il fango e i terreni impervi le loro divise si consumano e il loro aspetto si abbrutisce mentre il loro portamento si fa sempre più marziale e fiero. Il narratore, al momento della partenza ha visto un bianco cavallo scosso imbizzarrito e ha interpretato l'incontro come un presagio infausto. La marcia prosegue nel deserto verso oriente e, anche sotto gli attacchi nemici, i soldati mantengono il fiero aspetto che li rende, agli occhi del narratore, magnifici.

### Temporale sul fiume
Per anni su di un fiume si sono recati a pescare tutte le settimane una coppia di pescatori: un padre accompagnato dal figlio. Man mano che il tempo passa al padre si è sostituito il figlio e al figlio il nipote e così via per lunghissimo tempo. Un giorno sul fiume arriva solo l'anziano padre. La selva ai bordi del fiume, dotata di raziocinio, si interroga sui motivi per cui il pescatore oggi è solo. Giunge un temporale ma il pescatore, seppure bagnato dalla pioggia rimane preoccupantemente immobile.

### L'uomo che si dava arie
Antonio Deroz, di carattere dimesso e umile, lavora come medico in prova in un ospedale coloniale. Improvvisamente, senza motivo, inizia a mostrarsi scostante, poco collaborativo e apatico, anche nei confronti dei suoi superiori, tra cui il parassitologo professor Dominici; quest'ultimo, alla notizia che Deroz è stato incaricato da superiori autorità di lasciare l'impiego nell'ospedale per una non bene precisata missione, si dimostra scettico e irritato per quella che giudica una fandonia inventata dal sottoposto. Deroz continua a sostenere di dover partire in missione ma si presenta sempre più debole e spossato, non curandosi più degli obblighi del lavoro. Dominici irritato ma incuriosito, la vigilia della presunta partenza di Deroz, si reca di notte a casa di questi e lo scopre non in procinto di partire ma accasciato sulla poltrona, come ubriaco. Tuttavia nel contempo vede lo stesso Deroz diafano e spettrale, uscire di casa e incamminarsi per il preannunciato viaggio.

### Il memoriale
Il contadino Teodoro Berti, licenziato dal conte Andrea Petrojanni, acquista a Pradolo un podere di proprietà del Nobile. Quello che doveva essere un riscatto sociale, diventa invece un motivo di esclusione dalla comunità locale; il conte Petrojanni, fomentato dalla perfida moglie, fa intorno alla famiglia Berti terra bruciata emarginandola. Il disagio dei Berti si trasforma in paura allorquando gli viene notificato che la guardiania del passaggio a livello, che separa il loro podere dalla proprietà del Conte, sarà ben presto sospesa dalle Ferrovie e che essi stessi se ne dovranno fare carico, insieme al Conte. Il problema è grave, visto che pesanti rischi penali e civili possono derivare dalla mancata sorveglianza degli attraversamenti e che un accordo con i Petroianni, vista la loro alterigia, appare improbabile. Risulta anche impossibile ricorrere alla mediazione dei notabili del Paese, a causa dell'ostracismo cui la famiglia Berti è stata sottoposta. Vista la situazione il giovane figlio disabile di Teodoro, il diciassettenne Pietro, si propone di studiare il problema e di preparare un memoriale da presentare al Conte con una proposta condivisibile.
Inizialmente al lavoro di Pietro non viene dato il giusto credito ma col passare del tempo, il memoriale del giovane inizia a essere visto come l'unica soluzione al problema e ad assumere importanza tanto che, dopo un anno e mezzo, quando il lavoro di Pietro sembra essere finito, la notizia che il passaggio a livello sarà sì dismesso, ma la stessa sorte seguirà la linea ferroviaria, la famiglia Berti si dispiace dell'inutilità del memoriale e suggerisce al responsabile della ferrovia di ritardare la diffusione della notizia per dare comunque modo a Pietro di presentare il memoriale al Conte. Il memoriale appare così ben scritto che il responsabile della ferrovia accetta permettendo così l'inoltro della proposta ai Petrojanni. I Berti vedono nel memoriale una possibilità di riscatto e quando la risposta da parte del Conte non arriva, tutti sono presi dallo sconforto soprattutto Pietro che si ammala. Finalmente un giorno il Conte manda a chiamare Pietro per un colloquio ma la malattia non gli permette di muoversi da casa e chiedono al nobile di volersi degnare di raggiungere il ragazzo a casa. Questa possibilità appare remota, vista l'arroganza della famiglia rivale ma un giorno giunge notizia che il Conte è uscito dalla villa con la sua carrozza. Tuttavia nessuno sa se il veicolo si dirigerà verso il podere dei Berti o verso la città.

### Cèvere
Il narratore è in Africa ed è giunto a Naer invitato dalla "Viceresidenza" per una partita a "ponte", un gioco di carte. Il narratore è venuto a conoscenza della leggenda di Cèvere, una sorta di Caronte nero che, ogni sette anni, risale il fiume con una piroga per raccogliere a bordo le anime dei morti e portarle nell'oltretomba, la "terra dei grandi fiumi". Mentre aspetta che si faccia l'ora fissata per l'appuntamento di gioco, riflette sulla storia e, inaspettatamente si imbatte proprio nella piroga di Cèvere. Il misterioso uomo è gigantesco, bellissimo nell'aspetto, con il volto coperto da una luminescente maschera. La piroga si riempie di anime e inizia a riscendere il fiume. Cèvere si volta verso il narratore, invitandolo con lo sguardo a salire a bordo. L'uomo non ne ha il coraggio e preferisce rinunciare, rimpiangendo comunque l'opportunità persa e maledicendo la sua viltà.
Durante la partita, nonostante abbia pescato ottime carte, il narratore passa la mano, rinunciando alla vittoria.

### Il mantello
Il racconto è stato pubblicato per la prima volta il 14 luglio del 1940 sul quotidiano il Corriere della Sera, successivamente ripubblicato nelle antologie I sette messaggeri, Sessanta racconti e La boutique del mistero.
Trama
Giovanni, vent'anni, ritorna dalla guerra. Si presenta a casa dalla madre e dai due fratellini piccoli un pomeriggio di marzo. È pallido e stanco, ma afferma di non potersi trattenere molto. Alle proteste preoccupate della madre, risponde che un amico lo sta aspettando fuori per proseguire il viaggio; non vuole aggiungere altro. La madre è preoccupata per l'uomo che è in attesa di fuori e per lo strano comportamento del figlio che non vuole trattenersi e non vuole togliersi il mantello. Giovanni tenta di tranquillizzare la madre, poi saluta con affetto i parenti. Quando sta per uscire, uno dei due fratellini solleva un lembo del mantello che Giovanni serra intorno al corpo, rivelando il corpo sporco di sangue. Giovanni si congeda raggiungendo il misterioso compagno che lo attendeva nel cortile e con il quale si allontana in sella a due cavalli.

### L'uccisione del drago
Il racconto è stato pubblicato per la prima volta il 3 giugno 1939 sul settimanale Oggi, firmato dall'autore con lo pseudonimo di "Giovanni Drogo", successivamente nelle raccolte I sette messaggeri e Sessanta racconti. La versione pubblicata ne I sette messaggeri, contiene alcuni brani non presenti nella versione del settimanale Oggi, probabilmente eliminati per esigenze di spazio.
Trama
Nel maggio del 1902 il contadino Giosuè Longo racconta di aver visto un drago sulle montagne.

Allertato dalla notizia, il conte Martino Gerol decide di andare a controllare, radunando una scorta di numerosi cacciatori pronti ad uccidere la bestia qualora esistesse davvero; non tutti i partecipanti alla spedizione, infatti, sono convinti che il mostro sia reale, giudicandolo una fandonia frutto della fantasia del contadino. Partiti alla ricerca del drago, fanno una prima sosta dal dottor Taddei, vecchia conoscenza del conte che lo mette in guardia sulla pericolosità dell'animale che si dice sia capace di soffiare un fumo venefico. Il gruppo, scettico, si congeda dal dottore ritenendo i suoi racconti inattendibili. Ripreso il cammino incontrano un giovane che porta una capra morta sulle spalle. Ogni giorno, infatti, un giovane del paese deve portare una capra al drago. Il conte Gerol costringe il giovane a vendergli la capra così da poterla usare come esca per il drago, tanto da far tornare il giovane indietro al paese a prenderne una nuova.
Nel frattempo, Gerol e la sua assortita compagnia tra cui il tassidermista Fusti, il governatore della provincia Quinto Andronico con la sua bella moglie Maria, il naturalista professor Inghirami e lo stesso Giosuè Longo, grazie all'esca, riescono ad attirare il drago fuori dalla tana, per cibarsi della capra. Il drago, che Inghirami è convinto sia un ceratosaurus sopravvissuto all'estinzione, viene quindi bersagliato di pietre e con le armi da fuoco dai cacciatori e da Gerol. Nonostante gravemente ferito, il drago continua immotivatamente a rimanere in silenzio, senza emettere suoni. Solo quando, moribondo, sarà raggiunto dai suoi due cuccioli, che verranno celermente e facilmente uccisi a bastonate dal conte, emetterà un assordante urlo di dolore. Il drago aveva infatti represso a lungo il suo ruggito per tutelare i figli, senza attirare la loro attenzione e lasciandoli al sicuro nascosti nella grotta. I gemiti di dolore non sono dovuti solo alle ferite fisiche, ma sono anche un lamento lacerante davanti allo spettacolo dei cuccioli trucidati.
Gli uomini, inizialmente forti e spavaldi perché eccitati dalla paura mista al senso di superiorità nei confronti dell'animale, assistono alla passione della belva immobili, finché un senso di terrore, repulsione e infine pena per le proprie azioni indecenti non li assale. All'urlo terribile dell'animale non risponde nessuno, ma dal corpo inizia a fuoriuscire un lieve fumo che viene inalato dal conte Gerol, facendolo ammalare e presumibilmente uccidendolo.

### Una cosa che comincia per elle
Il racconto è stato pubblicato per la prima volta il 1º gennaio del 1939 sul numero 1 anno XXXIX della rivista letteraria La Lettura, in seguito nelle antologie I sette messaggeri e Sessanta racconti.
Trama
Cristoforo Schroder, mercante di legnami, un giorno si sentì poco bene, così chiamò il suo medico di fiducia, il Dottor Lugosi. Schroder escluse che ci fosse qualcosa di grave, tanto che il giorno seguente si sentì molto meglio e, quando il dottore tornò a fargli visita, disse che poteva anche andarsene subito. Il medico era, però, tornato con un amico che prese a fare al mercante numerose domande riguardo a un fatto avvenuto tre mesi prima. Schroder, non capendo lo scopo dell'interrogatorio, si innervosì molto. A questo punto, l'amico del dottore, rivelatosi poi l'alcade del paese, gli raccontò cosa aveva visto tre mesi prima. Spiegò che l'uomo che l'aveva aiutato a spingere la carrozza era un lebbroso, di conseguenza anche Schroder si era ammalato di lebbra. Costretto sotto la minaccia di una pistola, lasciò tutti i suoi averi, di cui carrozza e cavallo erano già stati bruciati, e uscì dal regno per sempre con addosso solo una mantella e una giacca, oltre alla campana che avrebbe segnalato il passaggio di un lebbroso.

### Il dolore notturno
Giovanni Morro, ventenne, vive con il fratello Carlo di quindici anni. Carlo si ammala e una sera, mentre il fratello lo sta vegliando, vaneggiando afferma che dalla porta lasciata aperta si sia introdotto in casa un estraneo. Giovanni cerca di tranquillizzare il fratello ma, accogliendo le insistenze del fratello, va a controllare l'uscio trovandolo aperto. Sul pianerottolo sta sostando un inquietante uomo vestito di nero che, senza invito, entra in casa dirigendosi in camera di Carlo senza che Giovanni tenti di fermarlo. L'estraneo va a sedersi accanto al letto dell'ammalato e così fa per i successivi giorni. Ogni volta si presenta verso sera e con comportamenti strani si rivolge ossessivamente a Carlo che è sempre più febbricitante: una volta da una cartella tira fuori strani disegni che mostra al giovane, un'altra volta ossessiona e tiene sveglio Carlo con una litania. I due fratelli non si oppongono mai all'intrusione, sebbene temano ogni volta l'arrivo dell'uomo, certi che le visite siano foriere di un tragico epilogo della malattia del quindicenne. Una sera, contrariamente alla regola, l'uomo si ferma all'ingresso, addormentandosi sul divano. Carlo e Giovannii attendono timorosi che egli entri in camera come ogni notte fino a che, all'alba, Giovanni e un guarito Carlo scoprono, con gioia e rinnovata fiducia nel futuro, che lo sconosciuto è scomparso.

### Notizie false
Di ritorno dalla battaglia, un reggimento si attenda nei pressi del paese di Antioco. Il colonnello comandante, conte Sergio-Giovanni, si sta riposando quando viene raggiunto dal podestà di San Giorgio, un paese a due giorni di cammino dall'accampamento. L'anziano uomo, di nome Gaspare Nelius, ha appreso la notizia della fine della guerra e, sapendo che nel reggimento vi sono alcuni soldati originari del suo Paese, dimostratisi eroici in battaglia, chiede al colonnello di accordargli una licenza di alcuni giorni per permettergli di tornare a San Giorgio dove è stata organizzata un'imponente festa in loro onore. Il comandante nega il permesso, inizialmente senza forti motivazioni quando, alle insistenze dell'anziano, rivela che la guerra non è finita, anzi, e che i soldati di San Giorgio si sono vilmente dati alla fuga durante il conflitto e uccisi dal nemico. La codarda diserzione è stata la causa della sconfitta del reggimento.
Costernato Gaspare Nelius ritorna a San Giorgio ma, incapace a rivelare la ferale notizia ai compaesani, inventa una bugia: i soldati di San Giorgio si sono comportati da eroi, tanto da essere stati scelti dal Re come sua guardia personale. L'onore li ha resi così superbi e vanitosi che non vogliono più tornare alle loro umili case e dai loro cari.

### Quando l'ombra scende
Il racconto è stato pubblicato per la prima volta sull'edizione di domenica 12 marzo 1939 del quotidiano il Corriere della Sera, nella rubrica La domenica dei narratori, successivamente nella raccolta I sette messaggeri.
Trama
L'arrivista Sisto Tara, dopo molti anni di macchinazioni ai danni del suo superiore, il dott. Brozzi, è riuscito a scalzarlo ed essere nominato capo-economo dell'azienda in cui lavora come ragioniere. L'avanzamento di carriera lo inorgoglisce e non prova alcun rimorso per la bassezza dei comportamenti adottati. Il giorno della promozione è di pomeriggio solo a casa e ode dei rumori provenire dalla cantina. Salito a controllare, si ritrova davanti un bambino che riconosce essere il sé stesso undicenne. Il bambino gli chiede informazioni sul suo futuro e di cosa sia diventato da grande. Sisto Tara cerca di impressionare il bambino tessendo le lodi del suo incarico di capo economo; il bambino, tuttavia, è deluso di sapere che i suoi sogni di diventare generale o esploratore non si sono avverati. Il comportamento del bambino instilla nell'adulto il dubbio di aver sprecato la vita e tradito i suoi sogni.

### Vecchio facocero
Il racconto è stato pubblicato per la prima volta sull'edizione di venerdì 2 febbraio 1940 del quotidiano il Corriere della Sera, successivamente ripubblicato nelle raccolte I sette messaggeri e Sessanta racconti. L'opera appartiene al "periodo africano" di Buzzati.
Trama
Nella piana di Ibad due cacciatori, a bordo di un'auto, inseguono un vecchio facocero colpendolo ripetutamente con i fucili. L'animale si trascina per chilometri, per poi morire lontano dal branco. La vicenda fornisce spunti per riflessioni sulla vecchiaia, sulla vita e sulla morte.

### Il sacrilegio
Il racconto è stato pubblicato per la prima volta a puntate, tra l'ottobre e il novembre del 1938, sul settimanale Omnibus con il titolo Lo strano viaggio di Domenico Molo, successivamente ripubblicato nella raccolta I sette messaggeri con il titolo Il sacrilegio. La trama del racconto sarà d'ispirazione per la sceneggiatura del film, mai realizzato, Il viaggio di G. Mastorna per la regia di Federico Fellini con il quale lo scrittore collaborò al progetto.
Trama
Domenico Molo, di dodici anni, si appresta alla prima comunione e poco prima della confessione, leggendo un libro di catechismo, scopre che i piccoli riti scaramantici che suole assecondare sono, in realtà, un peccato mortale. Preso dalla vergogna evita di rivelare il peccato al confessore ma il giorno dopo, rileggendo il libro, apprende che questa omissione costituisce più grave colpa, addirittura un sacrilegio. La mattina dopo il giovane corre a confessarsi nuovamente, ma confida al prete solo il peccato di superstizione, non quello di omissione. Dopo la confessione, riceve la prima comunione ma poco dopo, sconvolto realizza di essere ancora nel peccato poiché anche la seconda confessione era reticente e, assalito dai sensi di colpa, si macera nella vergogna, solo di poco attenuata dai consigli del domestico, il buon Pasquale, cui il ragazzo si rivolge per avere conforto. Poco tempo dopo Domenico muore per una peritonite e, giunto nell'aldilà, attende di essere giudicato. Gli tiene compagnia una giovane ragazza, Maria, ex prostituta che prende in simpatia Domenico tranquillizzandolo per la sua sorte.
Il giorno del giudizio Domenico viene accusato pesantemente per i suoi peccati e la sua giovane età non viene in alcun modo considerata come una giustificazione. Durante il giudizio accorre Pasquale che, avendo letto dopo la morte il diario del giovane, si è reso conto di averlo consigliato con leggerezza in merito alla gravità dei peccati commessi e quindi si è suicidato con l'intento di discolparlo nell'aldilà. La pena dell'inferno sembra certa e anche la testimonianza di Pasquale non è tenuta in buon conto ma il tribunale decide di rimandare il giudizio all'indomani. La mattina dopo Domenico si sveglia nel letto d'ospedale: il giudice ha deciso di concedergli una seconda possibilità mentre Pasquale e Maria sono stati giudicati degni del Paradiso.

### Di notte in notte
(Dino Buzzati, Di notte in notte)
Il narratore, in partenza per la guerra, viaggia di notte in treno. Da lontano, la vista delle case illuminate e dei paesi assopiti è spunto per malinconici pensieri.

## Edizioni
- Dino Buzzati, I sette messaggeri, 1ª ed., Milano, Mondadori, dicembre 1942.
- Dino Buzzati, I sette messaggeri, Oscar narrativa, Milano, Mondadori, 2011, ISBN 978-88-04-48097-6.